# Gymnophaps albertisii
Gymnophaps albertisii là một loài chim trong họ Columbidae.
Loài chim này được tìm thấy ở quần đảo Bacan, New Guinea, quần đảo D'Entrecasteaux và quần đảo Bismarck, nơi chúng sinh sống trong rừng nguyên sinh, rừng trên núi và các vùng đất thấp. Đây là một loài chim bồ câu cỡ trung bình, dài 33–36 cm và nặng trung bình 259 g. Chim trống trưởng thành có phần lông phía trên màu xám đá phiến, cổ họng và bụng màu nâu sẫm, ngực màu trắng và dải đuôi màu xám nhạt. Vùng lông trước mặt và vùng lông hốc mắt có màu đỏ tươi. Chim mái cũng tương tự như vậy, nhưng có ngực màu xám và viền lông ở họng màu xám.

## Phân bố và môi trường sống
Chim bồ câu núi Papuan được tìm thấy ở New Guinea, các đảo xung quanh và quần đảo Bacan. Loài này chủ yếu được tìm thấy trong rừng nguyên sinh trên các ngọn đồi và núi, nhưng thỉnh thoảng ghé thăm các vùng đất thấp gần đó và có thể phổ biến xuống mực nước biển ở một số khu vực. Phân loài chỉ định chủ yếu được tìm thấy ở độ cao 3350 m, còn phân loài exsul được tìm thấy trong rừng núi cao ở độ cao 900-1500. Một con chim bồ câu núi Papuan đã chết được tìm thấy ở độ cao 4450 m trên sông băng Carstensz, và được cho là đã bay ngay qua cao nguyên New Guinea.
Chim bồ câu núi Papuan được cho là một phần di cư, với những đàn lớn trong dãy núi Schrader xuống thăm các khu rừng sồi trong mùa mưa từ tháng 10 đến tháng 3. Chúng cũng di chuyển đến độ cao thấp hơn trong khi kiếm ăn.

## Hình ảnh

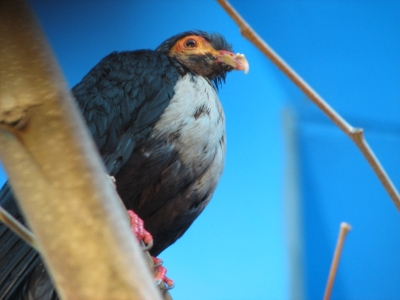
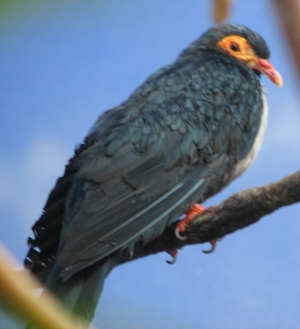
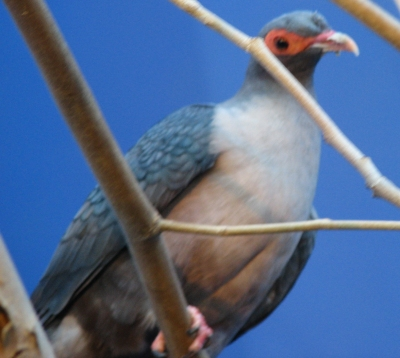